# Operation: Desert Storm
Operation: Desert Storm est un jeu vidéo de tir de char de haut en bas pour Macintosh. C'est le premier jeu commercial sorti par Bungie et le premier jeu depuis leur incorporation, suivant le jeu freeware Gnop!, publié par le cofondateur de Bungie Alex Seropian sous le nom de Bungie avant l'incorporation. Il s'est vendu à environ 2 500 exemplaires et était basé sur l'opération Desert Storm, un conflit au Moyen-Orient qui se déroulait à l'époque.
Le jeu comprend vingt niveaux, culminant dans la ville de Bagdad, l'ennemi final étant une tête géante de Saddam Hussein. Il est livré avec un glossaire des termes militaires et des anecdotes nécessaires pour contourner la protection contre la copie dans le jeu, et des cartes authentiques du théâtre d'opérations koweïtien.